# Fernando Q. Gouvêa
Fernando Q. Gouvêa, né en 1957, est un mathématicien et historien des mathématiques brésilien.

## Biographie
Fernando Quadros Gouvêa est né à São Paulo le 13 novembre 1957. Il est scolarisé dans une école primaire de langue anglaise puis rentre au collège Bandeirantes.
Il commence ses études supérieures à l'université de São Paulo, puis à partir de 1983, il intègre l'université Harvard. Il soutient sa thèse de doctorat en 1987 sous la direction de Barry Mazur (Arithmetic of p-adic Modular Forms).
Il commence par enseigner à l'Université de São Paolo puis à l'université Queen's, et enfin au Colby College.

## Travaux
Fernando Gouvêa exerce plusieurs activités éditoriales pour la Mathematical Association of America : il est directeur de rédaction de MAA Focus (une infolettre) de 1999 à 2010, de MAA review (comptes rendus d'ouvrages en ligne) et de la série Carus Mathematical Monographs. 
Il a également publié plusieurs ouvrages et articles.
En tant que professeur de mathématiques, il enseigne notamment l'histoire des mathématiques et la théorie des nombres. Il s'intéresse également à l'utilisation de l'histoire dans l'enseignement des mathématiques. 

### A Marvelous Proof
En 1994, il publie un article dans The American Mathematical Monthly sur la démonstration du dernier théorème de Fermat (en) par Andrew Wiles. 
Cet article, publié plusieurs mois avant la démonstration définitive de Wiles, fait suite aux conférences de Wiles données à Cambridge en 1993.

« C'est un guide très agrèable à lire sur les outils mathématiques à la base de la démonstration du dernier théorème de Fermat par Andrew Wiles. Gouvêa commence par une brève histoire du temps de Fermat au début des années 1980. Il nous présente "les personnages principaux du drame", à savoir les nombres p-adiques , les courbes elliptiques, les formes modulaires et les représentations galoisiennes. Il présente la conjoncture Shimura-Taniyama-Weil, à savoir que toutes les courbes elliptiques sont modulaires, et explique le lien entre les courbes elliptiques et l'approche de Wiles pour démontrer le dernier théorème de Fermat. »

Il est par la suite complété par un article intilulé Second Helping où Fernando Gouvêa précise les dernières étapes franchies par Wiles aidé notamment de Richard Taylor. 
En 1995, cet article est recompensé par le Prix Lester Randolph Ford.
Dans une interview donnée en 2011, Fernando Gouvêa dit au sujet de cette récompense que, parmi tout ce qu'il a accompli au sein de la MAA, elle est son premier motif de fierté et que « c'était à la fois inattendu et spécial. »

### Math through the ages
Ce livre se compose de deux parties principalement, avec d'abord un bref aperçu de l'histoire des mathématiques intitulé « The History of Mathematics in a Large Nutshell » suivi de plus d'une vingtaine d'articles courts traitant chacun de l'histoire d'un sujet particulier tel que les nombres négatifs, le zéro, le théorème de Pythagore, les équations du second degré, les nombres complexes, etc.. Il est ainsi composé pour aider les enseignants à construire leurs cours de mathématiques en utilisant l'histoire, leur fournissant le matériel nécessaire à l'introduction de certains concepts. Mais il peut également servir comme point de départ pour un cours d'histoire des mathématiques.
Math through the ages : a gentle history for teachers and others est publié une première fois en 2002 puis une version élargie est éditée en 2004.
En 2007, il reçoit, avec William P. Berlinghoff, le Prix Beckenbach récompensant la version élargie (2004). Puis, en 2014, une seconde édition paraît, et en 2015 une version élargie de cette seconde édition.

## Publications
- Arithmetic of p-adic Modular Forms, Springer, 1988
- Fernando Q. Gouvêa (dir.) et Noriko Yui (dir.), Advances in number theory : the proceedings of the Third Conference of the Canadian Number Theory Association, August 18-24, 1991, the Queen's University at Kingston, 1993
- p-adic numbers : an introduction, Springer-Verlag (1re éd. 1993) [détail des éditions]
- Fernando Q. Gouvêa et Noriko Yui, Arithmetic of diagonal hypersurfaces over finite fields, Cambridge University Press, 1995
- William P. Berlinghoff et Fernando Q. Gouvêa, Math through the ages : a gentle history for teachers and others, MAA & Oxton House Publishers (1re éd. 2002)
- Pathways from the Past, Oxton House
  - Pathways from the Past I : Using History to Teach Numbers, Numerals, and Arithmetic, Oxton House, 2010
  - Pathways from the Past II : Using History to Teach Algebra, Oxton House, 2013
- A Guide to Groups, Rings, and Fields, MAA, 2012